# Burg Schadewald

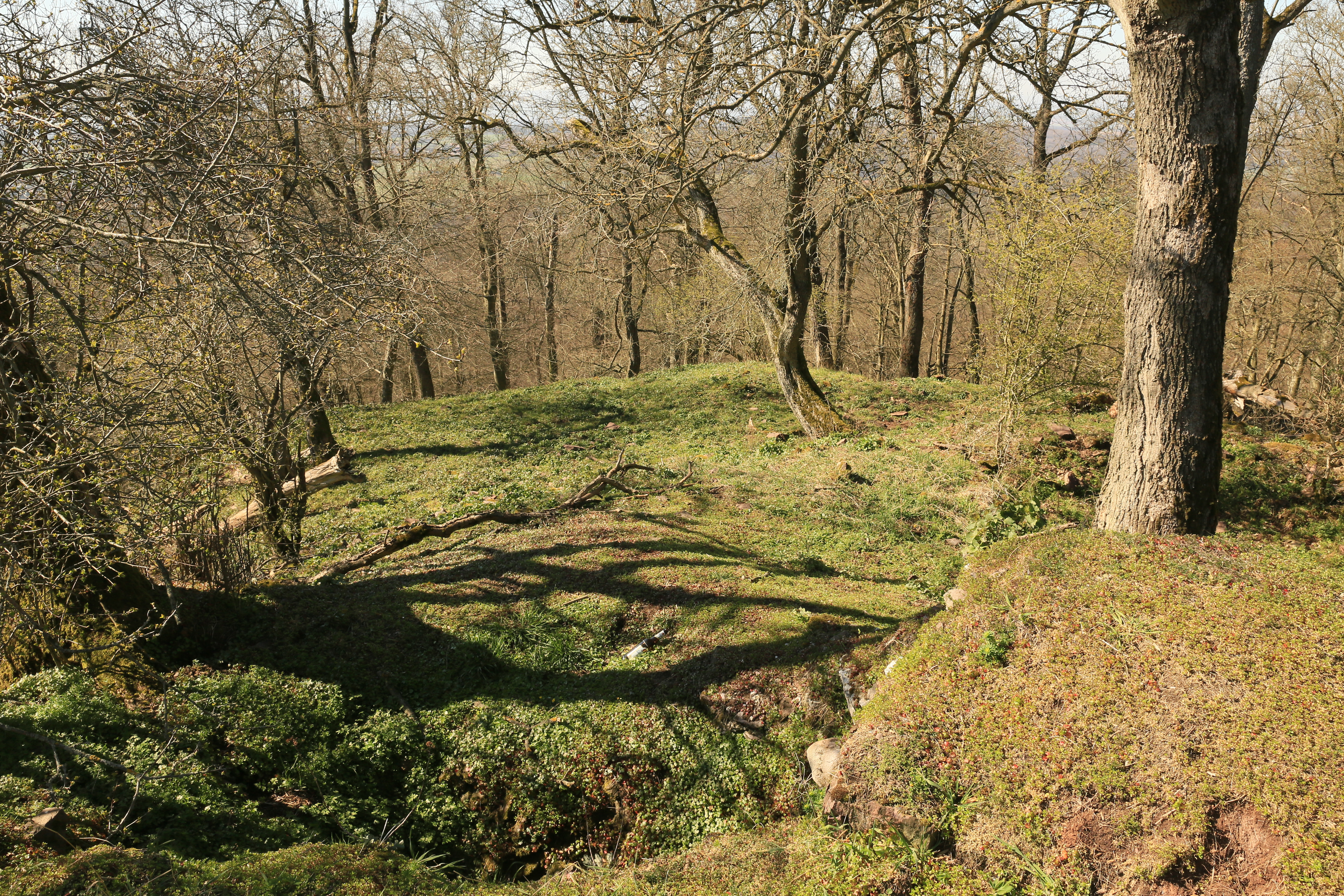
Blick vom Turmrest zur Vorburg

Die Reste der Burg Schadewald, auch Allzunah oder Großer Alzne genannt, befinden sich in der Gemarkung Herrmannsacker im Landkreis Nordhausen in Thüringen.

## Geschichte
Sie wird auch Allzunah oder Großer Alzne genannt, weil sie am Südharzrand zwischen Ilfeld und Rottleberode  mit weiteren fünf Burgen, den Allzunahburgen, gebaut worden ist. 1247 und 1249 soll Graf Siegfried von Anhalt diese Burg erbaut haben. Erbstreitigkeiten waren wohl der Anlass.
Es sind außer der Burg Schadewald die Burgen Burg Friedenland, Ebersburg, Burg Lehnberg, niedere Allzunah und westliche Allzunah. Die Schadewald besitzt die zentrale Lage, wobei die Sichtweite von Burg zu Burg aus Sicherheitsgründen eingehalten worden ist.

## Beschreibung
Die Höhenburg liegt bei 475 Meter über NHN auf einer steilen und isolierten Bergkuppe über dem Krebsbachtal, 1,6 Kilometer nördlich von Herrmannsacker. Sie bildet den Mittelpunkt der genannten Allzunah-Burgwälle.
Ihr ovaler Burgplatz ist 25 × 35 Meter groß. Im Nordteil (auch wenn andere Quellen, so F. Stolberg, vom Süden schreiben) steht der Stumpf eines runden Bergfrieds mit einem Durchmesser von 6 Metern. Auch eine Zisterne mit 5 Meter Tiefe ist noch vorhanden. Um den Burgplatz verläuft ein ovaler Ringgraben mit Vorwall. Eine Terrasse weist auf eine Vorburg hin. Außer zur niederen Allzunah hin befinden sich zum Teil felsige Steilhänge.
Mit der Übergabe der Ebersburg 1326 an die Grafen zu Stolberg erlosch das Interesse Anhalts an diesem Südharzbesitz. Die Burg Schadewald wurde aufgegeben.